# Chronologie du jeu vidéo jusqu'en 1970
 (octobre 2019).
Si vous disposez d'ouvrages ou d'articles de référence ou si vous connaissez des sites web de qualité traitant du thème abordé ici, merci de compléter l'article en donnant les références utiles à sa vérifiabilité et en les liant à la section « Notes et références ».
Pour des articles plus généraux, voir Chronologie du jeu vidéo et Histoire du jeu vidéo.
La chronologie du jeu vidéo jusqu'en 1970 décrit la genèse du jeu vidéo, première période de l'histoire du jeu vidéo marquée de nombreuses inventions technologiques, qui puise ses sources depuis la création des premiers jeux mécaniques et électroniques dans les années 1940 et s'étend jusqu'à l'explosion des jeux vidéo au début des années 1970.

## Évènement
- 23 septembre 1889 : création de Nintendo Koppaï, entreprise de carte à jouer, qui deviendra plus tard Nintendo[1],[2].

## Chronologie: Naissance du jeu vidéo
- 1770 : Le Turc mécanique est présenté à son époque comme un automate capable de résoudre le problème du cavalier contre un humain, et a joué pendant plusieurs décennies en particulier contre certains hommes d'État tels que Napoléon Bonaparte, Catherine II de Russie, ou Benjamin Franklin. Un mécanisme présent, n'était qu'une illusion permettant de masquer la profondeur réelle du meuble, où se cachait un joueur humain chargé de faire fonctionner ce canular célèbre ;
- 1864 : Charles Babbage s'interroge sur le jeu d'échecs joué par une machine et considère que sa machine analytique pourrait jouer une partie d'échecs ;
- 1912-1914 : Leonardo Torres Quevedo construit El Ajedrecista, un automate électromécanique présentée à la foire de Paris de 1914, qui permet de jouer aux échecs la finale roi et tour contre roi seul ;
- 1940 : Edward Condon crée le Nimatron, un automate composée de relais électromécaniques permettant de jouer au jeu de Nim, qui inspire la création du Nimrod. La machine est présentée lors de la Foire internationale de New York de 1939-1940 ;
- 1941 : Raymond Redheffer crée une machine plus sophistiquée que le Nimatron, permettant de jouer au jeu de Nim.
- 1941 à 1945 : Konrad Zuse fait fonctionner des routines informatiques d'échecs grâce à son langage de programmation intitulé Plankalkül ;
- 1947 : Thomas T. Goldsmith Jr. crée le premier jeu interactif connu, le Cathode-ray tube amusement device. C'est un jeu de tir d'artillerie fonctionnant sur un tube cathodique, resté uniquement à l'état de prototype. Le brevet est tardivement découvert par l'intermédiaire de Ralph Baer en 2002 et du procès Magnavox ;
- 1948 : Alan Turing crée Turochamp, un programme théorique d'échecs basé sur une recherche heuristique, sans-même posséder d'ordinateur. Parallèlement en 1947-1948, Donald Michie et Shaun Wylie écrivent également un programme d'échecs intitulé Machiavelli, mais qui reste inachevé ;
- 1949 : Claude Shannon écrit l'article fondateur des programmes d'échecs, intitulé Programming a Computer for Playing Chess. Parallèlement, il construit à partir de 1949 un automate composé de relais électromécaniques capable de jouer aux échecs ;
- 1950 : Donald Davies, un scientifique du National Physical Laboratory (NPL), écrit l'article « A Theory of Chess and Noughts and Crosses » traitant du jeu entre un humain et un ordinateur, paru en 1950 dans le périodique Penguin Science News. Cet article inspire notamment Christopher Strachey et probablement Dietrich Prinz ;
- 1950 : Josef Kates conçoit Bertie the Brain, un ordinateur permettant de jouer au tic-tac-toe, présenté à l'occasion de l'Exposition nationale canadienne de 1950 ;
- 1951 : John Bennett développe le Nimrod, un ordinateur permettant de jouer au jeu de Nim, présenté lors du Festival of Britain de 1951, puis à la Society of Engineers de Toronto.
- 1951 : Dietrich Prinz crée son programme d'échecs sur le Ferranti Mark I de l'université de Manchester, premier ordinateur à usage commercial. Limité par les capacités matérielles de la plate-forme, il ne peut que résoudre les finales mats en deux coups. C'est cependant le premier programme d'échecs de l'histoire à fonctionner réellement et jouer contre un humain ;
- 1951 : Ralph Baer aurait, selon ses propres déclarations, eu l'idée d'intégrer un jeu vidéo dans une télévision, mais ce concept ayant éventuellement existé n’aboutit pas ;
- 1952 : Alexander S. Douglas crée OXO, un jeu de tic-tac-toe fonctionnant sur l'EDSAC, le premier jeu à utiliser un affichage électronique ;
- 1952 : Christopher Strachey crée son programme de jeu de dames sur l'ordinateur Ferranti Mark I de l'université de Manchester. C'est l'un des premiers à faire fonctionner une intelligence artificielle et une méthode de recherche heuristique. En outre, il est l'un des premiers jeux  à utiliser un affichage graphique.
- 1952 : Les premières simulations militaires sur ordinateurs apparaissent, en particulier créée par RAND Corporation.
- 1952-1956 : Arthur Samuel reprend les travaux de Christopher Strachey en développant en 1952 sur IBM 701 son programme de jeu de dames, et l'intelligence artificielle de celui-ci ;
- 1955 : L'ORO développe Hutspiel, un jeu de guerre sur ordinateur.
- 1957 : Logistics Systems Laboratory développe une simulation économique sur IBM 650 intitulée The Top Management Decision Simulation.
- 1958 : L'université Carnegie Tech de Pittsburgh développe une simulation économique intitulée The Management Game.
- 1958 : William Higinbotham conçoit Tennis for Two, sur un oscilloscope pour distraire les visiteurs lors de portes ouvertes du laboratoire national de Brookhaven en 1958, puis 1959. Il bénéficie à la fois d'un affichage graphique mis à jour en temps réel et un niveau d’interaction entre le joueur et la machine, tels qu'il est le premier jeu à répondre à la définition complète d'un jeu vidéo. Il peut donc être considéré comme le premier vrai jeu vidéo.
- 1959 : Plusieurs étudiants et employés du Massachusetts Institute of Technology, en particulier de l'association de hacker TMRC développent sur l'ordinateur expérimental TX-0 des jeux visuels interactifs nommé Tic-Tac-Toe et Mouse in the Maze.
- 1961-1962 : Steve Russell, avec la collaboration de nombreux membres du TMRC développe le jeu Spacewar! sur le tout nouveau PDP-1 qui vient d'être installé au MIT. C'est le premier jeu largement diffusé au-delà du seul sur lequel il a été conçu et dans le seul centre de recherche où il a été développé. Les PDP-1 étant principalement installés dans des universités, le public reste principalement universitaire.
- 1962 : L'armée américaine réalise une série de simulations de guerre notables nommées Sigma.
- 1964-1966 : Mabel Addis et William McKay créent et développent The Sumerian Game, sur IBM 7090.
- 1965 : John Kemeny développe Baseball en BASIC, une simulation de baseball.
- 1966 : Larry Bethurum crée un jeu de bingo en BASIC.
- 1966-1967 : Ralph Baer réalise les premiers croquis et prototypes de ce qui va devenir la première console de jeux vidéo.
- 1967 : Charles R. Bacheller développe Basketball, une simulation de basket-ball.
- 1967 : Jacob Bergmann  de baseball simulant le World Series de 1967.
- 1968 : Doug Dyment programme Hamurabi en FOCAL, un jeu en mode texte, porté en BASIC par David H. Ahl en 1969. Le jeu est considéré comme l'un des premiers jeux vidéo de stratégie.
- 1969 : Ken Thompson développe Space Travel pour le système d'exploitation Multics qui conduit en partie au développement du système d'exploitation Unix.